# Silvio Proto
Silvestro "Silvio" Proto (Charleroi, 23 de maio de 1983) é um futebolista belga que atua como goleiro.

## Carreira
Começou no infantil do Couillet, passando para para o Royal Olympic Charleroi em 1996. Atuou também por La Louvière, Anderlecht e Germinal Beerschot (onde chegou a marcar gol). Desde 2005, atua no Anderlecht.
Pelo Anderlecht conseguiu a titularidade, ganhando 4 campeonatos belgas e uma copa da Bélgica. Também tem participação em diversas campanhas da UEFA e Champions League

## Seleção Belga
Proto teve sua primeira convocação em 2004, tendo ao longo do tempo somente algumas oportunidades de defender a seleção. A nova geração de goleiros belgas como: Simon Mignolet e Thibaut Courtois fizeram ele perder espaço na seleção belga.

## Títulos
Anderlecht
- Belgian Pro League (4): 2009–10, 2011–12, 2012–13, 2013–14
- Copa da Bélgica  (1): 2007-08
- Supercopa da Bélgica (4): 2007, 2010, 2013, 2014

Lazio
- Copa da Itália: 2018–19
- Supercopa da Itália: 2019